# Liquor Control Board of Ontario
Liquor Control Board of Ontario (LCBO) – korporacja publiczna zarządzana i kontrolowana przez rząd kanadyjskiej prowincji Ontario, odpowiadająca za sprzedaż i dystrybucję napojów alkoholowych w prowincji.

## Prohibicja
Gdy w 1898 roku władze federalne Kanady przeprowadziły referendum na temat wprowadzenia prohibicji, wszystkie prowincje Kanady z wyjątkiem Quebecu opowiedziały się za „tak”. Nie chcąc pogłębiać antypatii ze strony Quebecu, ówczesny rząd Wilfrida Lauriera nie zdecydował się wprowadzić prohibicji jako prawa federalnego, oddając reglamentację alkoholem w ręce legislatur prowincjalnych. Nastąpiło to w ciągu pierwszych dwóch dekad XX wieku.
Jako pierwsza skutecznie wprowadziła prohibicję Wyspa Księcia Edwarda w 1900. Alberta i Ontario dopiero w 16 lat później. Quebec miał to zrobić w roku 1918 tylko na czas wojny światowej, ale ponieważ ta rychło się zakończyła, restrykcje praktycznie ominęły tę prowincję.
Podczas obowiązywania prohibicji rozkwitała zorganizowana przestępczość, a alkohol można było pić, tyle że w gorszych warunkach i po wyższych cenach. W tej sytuacji w latach 20. rozpoczęto gwałtownie poszukiwać innych rozwiązań. W Ontario wymyślono wówczas system, który z niewielkimi zmianami funkcjonuje do dziś dzięki LCBO.

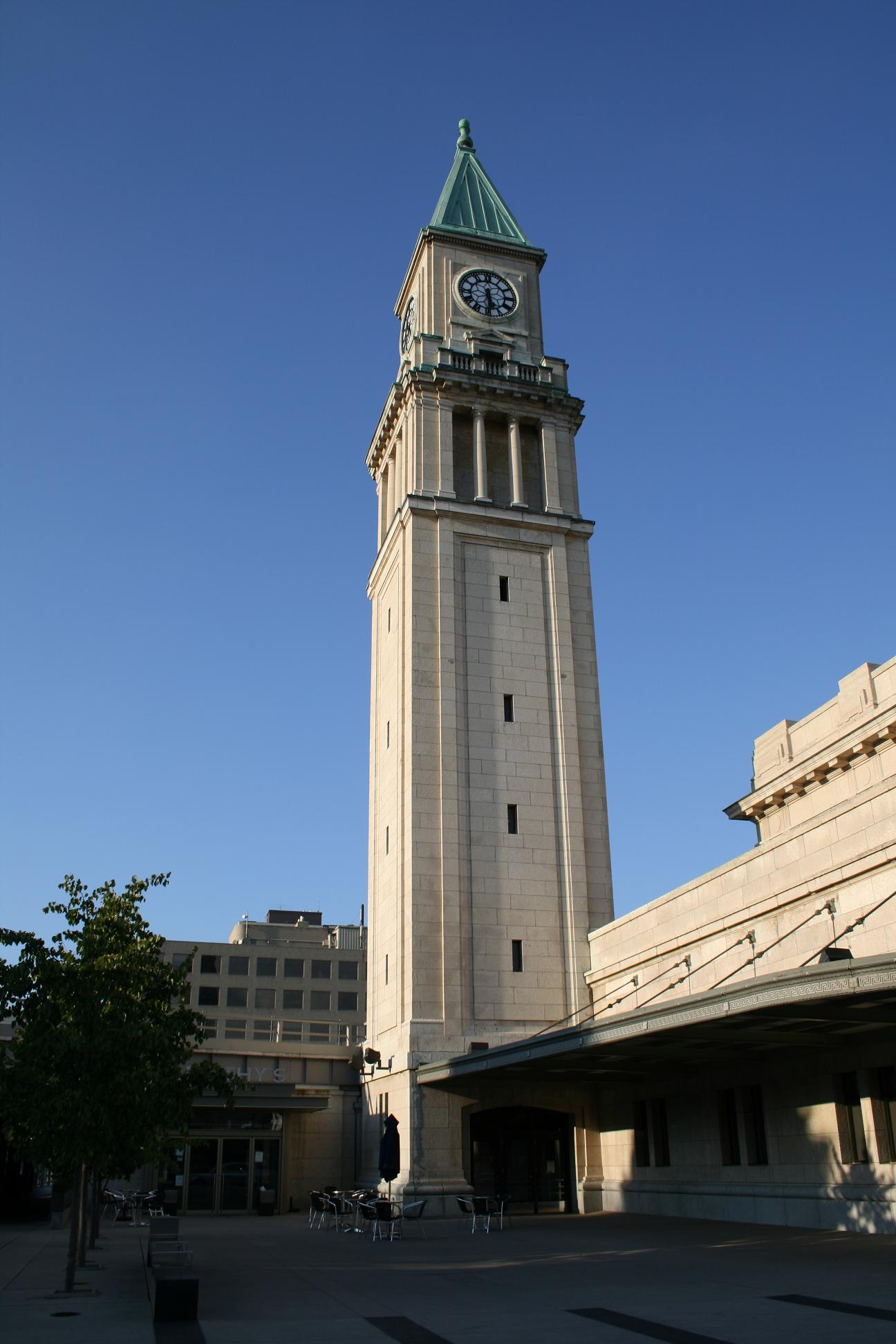
Sztandarowy sklep LCBO w Toronto (dawny dworzec kolejowy)

## Narodziny monopolu
LCBO powołano w 1927. Konserwatywny premier Ontario – George Ferguson – potrzebował wzrostu dochodów prowincji przy pomocy nowych podatków, rozumiejąc jednocześnie, że przerzedziły się drastycznie szeregi zwolenników prohibicji. Rozluźnienie reglamentacji obrotu alkoholem spowodowało na kilka lat izolację liberałów, wówczas zwolenników totalnej wstrzemięźliwości, którzy na wzór reformatorów z USA twierdzili, że prohibicję wprowadzono przeciw "powszechnie znanym pijackim przyzwyczajeniom imigranckich robotników".
Mimo monopolu na produkcję, chciano posiadać również monopol na obrót. Co więcej, bary i restauracje również zmuszono do zaopatrywania się przez LCBO, co z czasem uczyniło z tej sieci giganta. Dziś jest to największy na świecie sprzedawca napojów alkoholowych.
Rządowe LCBO reguluje spożycie alkoholu oraz zasila budżet prowincji oraz federalny. Roczne dochody to ponad 4 miliardów dolarów. Jednocześnie ma wspierać rozwój lokalnego przemysłu gorzelnianego, co w przypadku Ontario sprowadza się do promocji wyrobów winiarni z południa prowincji. Prowadzi to do jednak do takiej sytuacji, że wiele gatunków wina obcego (zwłaszcza drogie marki) jest sprzedawanych nawet o 60% drożej niż w przyległym stanie Nowy Jork.
Ontaryjskie LCBO jest przedsiębiorstwem o dość unikatowej w kapitalizmie strukturze, które zarządzane jest centralnie i bez udziału rynku. Poszczególne sklepy, choć dysponujące samowolą organizacyjną są ubezwłasnowolnione zarządzaniem z centrum. Przy okazji takiej polityki w sposób sztuczny ale skuteczny likwiduje się warunki do powstania i rozwoju zdrowej konkurencji.
LCBO jest także instrumentem rządowym do kontrolowania wieku konsumentów. Na przykład 19-latek nie może kupić piwa, choć już jako 18-latek ma prawo udziału w wyborach. Sporym utrudnieniem dla klientów jest rzadka siatka sklepów LCBO (zwłaszcza na prowincji), a także sztywne godziny otwarcia.

## Polityka cenowa
Polityka cenowa LCBO kalkulowana jest według trzech podstawowych wymagań:
1. W całej prowincji obowiązuje ta sama cena za butelkę, pomimo różnych kosztów transportu i dystrybucji. Powoduje to automatycznie subsydiowanie transportu do odludnych zakątków, ale równocześnie kierownicy sklepów mają prawo do przecenienia towarów będących na wyczerpaniu.
2. Kontrowersyjny system cen progowych, czyli ustalenie minimalnej ceny na dany produkt jako część tzw. mandatu odpowiedzialności społecznej państwa wobec obywatela. Nie za niska cena ma niby zniechęcać nabywcę do nadmiernego spożycia.
3. Wyroby o niższej zawartości alkoholu, takie jak piwo czy lekkie wina są w efekcie sprzedawane w LCBO po niższych cenach, aby według wspomnianego powyżej mandatu wykształcić odpowiednie nawyki konsumpcyjne.

## Piwo i wino
O ile przy wyrobach spirytusowych LCBO nie ma konkurencji, o tyle piwo i wino można kupić również gdzie indziej.
Piwo sprzedawane jest w starej (początki sięgają 1927) sieci Brewers Retail. Jej popularne Beer Stores znajdują się w rękach prywatnych – należą do potężnych browarów o kapitale mieszanym: 49% posiada kanadyjski Labatt, który w istocie jest dzisiaj belgijski (browar InBev wykupił Labatta), a drugie 49% jest w rękach kanadyjsko-amerykańskiego browaru Molson Coors. Pozostałe 2% akcji należą do browaru Sleeman z Guelph, który jednak został wykupiony przez Japończyków. Z powyższego wynika, że piwem w Ontario handlują głównie cudzoziemcy. Sprzedają ponad 300 gatunków z ponad 70 browarów.
Sieć Beer Stores (450 sklepów) ma właściwie monopolistyczną pozycję w sprzedaży piwa lokalnej produkcji oraz jedynego konkurenta czyli państwowe LCBO, w którym także znajduje się piwo z importu. Beer Stores mają również prawo handlować piwem importowanym ale muszą je najpierw odkupić od LCBO, które jest jedynym legalnym importerem.
W przypadku win, sytuacja przedstawia się jeszcze inaczej. Oferuje je LCBO (szeroki wachlarz) lub liczne sklepy prowadzone przez prywatne winiarnie.
Ontario oraz Kolumbia Brytyjska należą do liczących się producentów tzw. wina lodowego, czyli wina deserowego z naturalnie zamrożonych winogron. Kanada, ze swoim mroźnym klimatem wysunęła się na pozycję lidera w produkcji tego rodzaju wina na świecie.

## Próby prywatyzacji
Od lat trwa dyskusja na temat tego, czy rząd powinien odsprzedać LCBO do sektora prywatnego. Najważniejszą zaletą takiej operacji byłoby natychmiastowe zasilenie portfela Ontario miliardami dolarów. Inne głosy argumentują, że bardziej dochodowe byłoby pozbycie się tysięcy sklepów LCBO przy zatrzymaniu sobie prawa do sprzedaży hurtowej (jak uczyniła prowincja Alberta). Były premier Ontario Ernie Eves twierdził, że kiedy badał możliwość prywatyzacji giganta, sprzedaż na poziomie 100% poprzez powołany do tego celu fundusz inwestycyjny zaowocowałaby przychodem rzędu 16 mld dolarów.
Dla przeciętnego konsumenta prywatyzacja niesie wiele zalet: gęstszą siatką sklepów z dogodnymi godzinami otwarcia, większą liczbą przecen i tańszymi towarami popularnymi. Zamiast obecnych trzech i pół tysiąca pracowników w sieci LCBO pracę w sektorze prywatnym znalazłoby 15 tysięcy osób.
Zwolennicy starego porządku podkreślają przewidywane wady: mniejszy, głównie poza dużymi miastami, asortyment trunków w mniejszych kubaturowo sklepach oraz wyższe ceny na niektóre produkty. Praca poza zasięgiem związków zawodowych byłaby o wiele niżej płatna niż w prowincjalnej budżetówce.

## Polskie alkohole
LCBO oferuje coraz więcej produktów importowanych z Polski. Sprzedaż taka dotyczy głównie sklepów znajdujących się w skupiskach etnicznych Polaków, ale nawet w małych miejscowościach na życzenie klientów sklepy sprowadzają trunki produkowane w Polsce. Dostępne jest piwo Tyskie, Żywiec, Okocim, Leżajsk, Żubr, Lech, Warka, a wśród mocniejszych alkoholi Extra Żytnia, Wyborowa, Luksusowa, Chopin, Żubrówka, Żołądkowa Gorzka, Krupnik.